# Stanisław Węgłowski
Stanisław Węgłowski (ur. 2 grudnia 1938 w Dzierżeninie, zm. 8 lipca 1997 w Załuskach) – polski polityk i geodeta, poseł na Sejm X i I kadencji (1989–1993).

## Życiorys
Ukończył Technikum Geodezyjne w Warszawie, następnie studia inżynierskie na Wydziale Geodezji i Kartografii Politechniki Warszawskiej (1973), magisterskie na Akademii Rolniczej we Wrocławiu oraz podyplomowe na Akademii Rolniczo-Technicznej w Olsztynie. W latach 1962–1986 pracował jako geodeta w Warszawie, Pułtusku, Kielcach i Ciechanowie. Od 1986 do 1997 był zatrudniony w Banku Gospodarki Żywnościowej w Ciechanowie.
W latach 1980–1981 działał w „Solidarności”, był organizatorem związku w Biurze Geodezji w Ciechanowie, pełnił funkcję przewodniczącego komisji zakładowej. Był wiceprzewodniczącym oddziału ciechanowskiego związku oraz jednym z przewodniczących Wojewódzkiej Komisji Porozumiewawczej. Wielokrotnie przewodził stronie solidarnościowej w negocjacjach na szczeblu wojewódzkim.
W 1989 kandydował do Sejmu z ramienia Komitetu Obywatelskiego w okręgu ciechanowskim. Uzyskał 67,03% ważnych głosów i został posłem na Sejm X kadencji. Należał do Obywatelskiego Klubu Parlamentarnego, w 1990 stał na czele wojewódzkiego sztabu wyborczego Lecha Wałęsy w Ciechanowie.
Został członkiem Porozumienia Centrum, w wyborach parlamentarnych w 1991 kandydował z listy Porozumienia Obywatelskiego Centrum w okręgu ciechanowsko-łomżyńsko-ostrołęckim, uzyskując mandat posła na Sejm I kadencji. Był przewodniczącym sejmowej Komisji Polityki Przestrzennej, Budowlanej i Mieszkaniowej, inicjatorem i organizatorem I Kongresu Mieszkaniowego, członkiem Komisji Łączności z Polakami za Granicą. Należał do Rady Ekonomicznej przy prezesie Narodowego Banku Polskiego.
W 1992 opuścił Porozumienie Centrum, stając się jednym ze współzałożycieli Ruchu dla Rzeczypospolitej Jana Olszewskiego. W maju 1994 kongres nadzwyczajny tej partii wybrał go na przewodniczącego (uchwał tego kongresu nie uznali zwolennicy wybranego wcześniej Romualda Szeremietiewa). Uczestniczył w obradach Konwentu Świętej Katarzyny, popierał kandydaturę Jana Olszewskiego w wyborach prezydenckich w 1995.
Zginął w wypadku drogowym.